# Pakwach
Pakwach ist eine Stadt im Nordwesten Ugandas im Distrikt Pakwach am Westrand des Murchison-Falls-Nationalparks mit über 23.000 Einwohnern. Sie liegt am Albert-Nil.

## Infrastruktur
In Pakwach steht die einzige Brücke über den Albert-Nil, auf der die Gulu-Arua-Fernstraße den Fluss in Pakwach überquert. Die nächste Brücke flussabwärts ist die 445 Straßenkilometer entfernte Juba-Brücke im Südsudan. In Richtung Kampala ist die nächste Brücke die 110 km entfernte Victoria Nile Bridge unterhalb der Karuma Falls über den Victoria-Nil.
Sie war eine Zeit lang der Endpunkt der Bahnstrecke Tororo–Arua Mine, einer Zweigstrecke der Uganda-Bahn, die heute nur noch bis Opit und ausschließlich für Güterverkehr genutzt wird.

## Einwohner
| Jahr | Einwohner | Beleg |
| ---- | --------- | ----- |
| 1969 | 935       | [ 1 ] |
| 2002 | 17.625    | [ 2 ] |
| 2014 | 23.040    | [ 1 ] |